# Sénéchaussée de Libourne
La sénéchaussée de Libourne est une circonscription administrative, financière et judiciaire de l'Ancien Régime. Créée par un édit de juillet 1639, la sénéchaussée de Libourne est supprimée en 1790, lors de la Révolution française.

## Création
Une première tentative de création d'une sénéchaussée à Libourne est entrepris par François Ier au XVIe siècle : par lettres patentes de mars 1544, le siège de Libourne  établi ressort en tant que juridiction d'appel sur les juridictions de Fronsac, Guîtres, Coutras, Saint-Emilion, Castillon, Cubzaguès, Puynormand et Bourg. À la suite de la levée de boucliers des officiers de la Sénéchaussée de Guyenne, amputée d'une partie de son ressort, les lettres patentes sont révoquées et la juridiction supprimée.
Par son édit de mai 1639, Louis XIII établit à nouveau une sénéchaussée et un siège présidial à Libourne, qui ne tient sa première séance qu'en août 1640. 

## Ressort territorial
Le ressort territorial de la juridiction est composé de 21 justices inférieures, extraites de sénéchaussées et sièges présidiaux existants : Puynormand, Vayres, Villefranche-de-Lonchat (retirées de la sénéchaussée de Castelmoron) ; Saint-Emilion, Libourne, Castillon, Guîtres (retirées du présidial de Guyenne) ; Sainte-Foy (retirée du présidial d'Agen) ; Montpon, Gurson, Le Fleix, Montravel, Ponchapt, Montazeau, Saint-Aulaye (retirées du présidial de Périgueux) ; Montlieu, Montguyon, La Roche-Chalais, Saint-Aigulin (retirées du présidial de Saintes) ; Blaignac, Rauzan, Pujols (retirées du présidial de Bazas).